# Racale
Racale ist eine süditalienische Gemeinde (comune) in der Provinz Lecce in Apulien.

## Geografie
Die Gemeinde liegt etwa 45 Kilometer südsüdwestlich von Lecce im südlichen Salento. Zum Ionischen Meer beträgt die Entfernung in südwestlicher Richtung 5 Kilometer.

## Geschichte
Im Gemeindegebiet sind Dolmen, wie der Torre Ospina, Menhire und Specchie aus der Bronzezeit erhalten. Später siedelten hier die Messapier.

## Wirtschaft und Verkehr
Racale ist an die Strade Statali 274 und 101 angebunden.
Racale teilt sich mit der Gemeinde Alliste den Bahnhof Racale-Alliste an der Bahnstrecke Casarano–Gallipoli.